# Deportación rumana en la URSS
La deportación de los rumanos en la Unión Soviética fue una parte de la política estalinistas de depuración étnica de las nacionalidades extranjeras (no rusas)" ("инонациональностей") en las zonas colindantes a las fronteras de la URSS. Los deportados eran movidos en los llamados "asentamientos especiales" (спецпоселения). En el periodo del 12 – 13 de junio de 1941, con poco tiempo antes del comienzo de la Operación Barbarossa, fueron deportados 30.000 miembros de las familias de los "contrarevolucionarios y nacionalistas" de las regiones Cernăuți y Izmail (en aquel momento formaba parte de la RSS Ucraniana) y de RSS Moldavia, en RSS Kazajistán, RSSA Komi, la región Krasnoyarsk y las regiones Omsk y Novosibirsk.
Durante la Segunda Guerra Mundial, debido a que Rumanía se alió con la Alemania Nazi en la guerra antisovietica, fueron deportados rumanos, junto a otros grupos étnicos de Crimea y del Norte del Cáucaso. El junio de 1942, rumanos y otras nacionalidades fueron deportados de la región Krasnodar y la región Rostov.
El destino de los deportados basarabos ha sido descrita en las memorias de Eufrosinia Kersnovskaia.

## Los prisioneros de guerra rumanos en la URSS
A partir de la segunda mitad de la guerra, un gran número de prisioneros de guerra rumanos trabajaron en diferentes gulags, por todo el territorio soviético.
En abril de 1946, Viaceslav Molotov declara que en 1945, fueron repatriados 61.662 prisioneros de guerra rumanos, 20.411 se habían ofrecido voluntarios en las divisiones rumanas enmarcadas en el Ejército Rojo (La división Tudor Vladimirescu, La división Horia, Cloșca y Crișan) y aproximadamente 50.000 fueron condenados a trabajos forzados en los gulags.